# Ajka

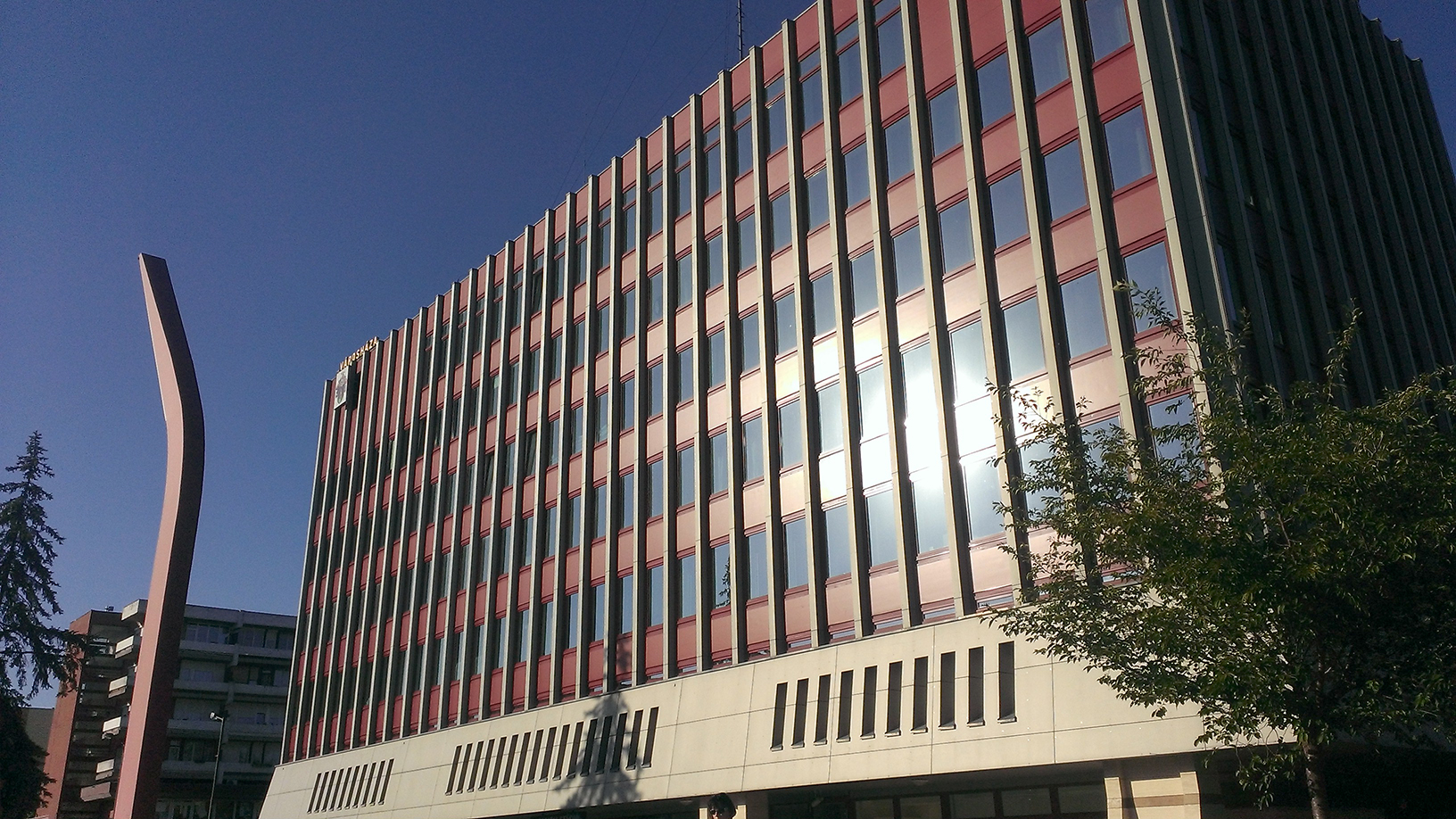
Az ajkai polgármesteri hivatal nyugati homlokzata 2014 májusában, a lenyugvó nap fényében

Ajka (németül: Eickau) város Veszprém vármegyében, az Ajkai járás székhelye, a megye harmadik legnépesebb települése Veszprém és Pápa után.

## Fekvése
A város a 8-as főút mentén, Veszprémtől 30 km-re nyugatra, a Balatontól 40 km-re északra, a Dunántúli-középhegységben fekszik, a Bakonyt északi és déli részre osztó Veszprém–Devecseri-árok törésvonala mentén, egy nyugat felé nyitott félmedencében. Északon Magyarpolány, délen Öcs és Halimba, nyugaton Kolontár és Devecser, míg keleten Kislőd és Úrkút a szomszédos települések. Több kis patak folyik át területén: a Torna- és a Csinger-patak a belterületen, a Széles-víz, a Csigere- és Polányi-patak pedig a település határában. Egy mesterségesen létrehozott csónakázótó is van a városban.

## Története

### Előtörténet
A település környékén kőkorszaki leleteket is találtak, ami a kőkorszaki ember jelenlétét bizonyítja. I. e. 1000 körül kelták telepedtek le ezen a vidéken, s elfoglalták az illírek földvárait. Rómer Flóris, a Bakony jelentős kutatója Töröktetőn meg is találta egy ilyen földvár maradványait, amelyet Cservárnak neveztek el.
A keltákat később a rómaiak váltották fel. A második századból előkerült egy olyan sírkő, melyet Publius Sextus Acurius Dexter és felesége Julia Prisca még életükben állíttattak maguknak. Még rómaiak éltek itt, amikor megjelentek a hunok a vidéken. Őket a keleti gótok, a longobárdok, majd a 6. században az avarok követték.
Később frankoké, majd szlávoké lett a környék, őket találták itt a honfoglaló magyarok, akik a 10. században Árpád fejedelem vezetésével elfoglalták a Dunántúlt, és letelepedtek.

### Középkor
A falvakat, amelyeknek későbbi összeolvadásából létrejött Ajka városa, mind a 11-13. század körül alapították. Ajka, Berénd, Bódé és Padrag személyek nevét kapták, Csékút, Gyepes, Rendek és Tósok pedig földrajzi eredetű elnevezések. Ajka egy korábbi földbirtokos nemzetségről kapta a nevét, melyet a német Heiko névből származtatnak. Heiko német vitéz volt, aki Gizellával jött Magyarországra. A helység első fennmaradt írásos említése (Eyka) 1214-ből származik, de maga a település jóval korábbi. 1278-ban Ayka néven említik, ekkor már temploma is volt.

### Bányászat és iparosodás
A következő évszázadokban Ajka lassan fejlődött. Az igazi fejlődést a 19. század hozta meg, miután 1836-ban felfedezték a szénkészleteket a közeli Csingervölgyben . A készletekre egy pásztor talált rá, aki tüzet rakott a területen, s a tűz nem akart kialudni. A kutatásokat Puzdor Gyula, a terület birtokosa kezdte meg. A kitermelés 1869-ben kezdődött. Neumann Bernát a szénre és a vasútra alapozva 1878-ban üveggyárat alapított .
1933–1934 között épült a katolikus templom a város szívében.
1937-ben Bródy Imre szabadalma alapján Ajka-Csingervölgyben épült fel a világ első kriptongyára, amelynek épülete a mai napig látható.
Később nagy mennyiségű bauxitot találtak, s timföldgyár és alumíniumkohó épült a városban. Ezek kiszolgálására hozták létre az erőművet 1941–1942 között.
1950-ben Ajkához csatolták Bódét (németül Wuding), majd 1959. november 1-jén Ajkát várossá nyilvánították és hozzá csatolták Tósokberénd (németül Duschigwehrend) községet is, beleértve az ezzel 1950-ben egyesített Tósokot. Népessége 1960. január 1-jén már 15 ezer fő körül volt. Ekkor több üzem épült a városban, s egyértelművé vált, hogy a település iparvárossá fejlődik. 1972-ben már 32 üzem működött Ajkán.
A 70-es években megkezdődött a belváros kialakítása. Megépült a művelődési ház, a Zenit és a Horizont Áruházak, a Városháza és a Hotel Ajka, amelyek a mai napig a belváros meghatározó épületei.
1971-ben Ajka járási székhely lett, ide költözött Devecserből a járási hivatalon kívül a bíróság és az ügyészség is. A rendőrség új székházát 1981-ben építették. 1977-ben Ajkarendeket (németül: Eickaureindel) és Bakonygyepest (németül: Jepsching), majd 1984-ben a Csékút és Padrag egyesítésével 1961-ben létrejött Padragkutat is a városhoz csatolták. 1987-ben Ajka "emberarcú várost teremtő három évtizedes tevékenységért" elnyerte a Hild-érmet.

### A rendszerváltás után
A rendszerváltás megroppantotta a város iparát, de az önkormányzatok igyekeznek elősegíteni új üzemek létesítését és a szerkezetváltást. A 90-es években létrehozták az Új Atlantisz Térségi Szövetséget, amelynek célja Ajka és környékének újjáélesztése és a fejlődés beindítása. Ennek köszönhetően a város ipari parkjában rendre jelennek meg új befektetők. 2005-ben megkezdődött az Agóra-terv megvalósítása, mely a városközpont felújítását és átépítését irányozta elő. A város ettől kezdve már észrevehetően fejlődik, szerveződik.
A 2008-as pénzügyi válság Ajkát sem kímélte, de hamar kilábalt belőle, és volt olyan év, amikor az ország GDP-jének 1%-át is elérte. A 2010-es évek végére a város már komoly munkaerőhiánnyal küzdött.
2010-ben súlyos ipari katasztrófa, az ún. ajkai vörösiszap-katasztrófa sújtotta a várost és térségét. Fejlődése azonban nem állt meg, a 21. században is több nagy, látványos beruházás történt Ajkán, többek között a városi uszoda felújítása és egy olyan jégcsarnok építése, amelyet nagyobb városok is megirigyelhetnek.
A 2020-as Covid-19 koronavírus járvány ideje alatt az ajkai Magyar Imre Kórház járványkórházként is üzemelt.

## Közélete

### Tanácselnökei[6]
| Időszak   | Tanácselnök     |
| --------- | --------------- |
| 1950–1954 | Geier Lipót     |
| 1954–1956 | Csigi Bálint    |
| 1956–1962 | Bajor István    |
| 1962–1965 | Bölcskei Imre   |
| 1965–1983 | Dr. Ádám István |
| 1984–1990 | Schwartz Béla   |

### Polgármesterei
| Időszak   | Polgármester      | Párt                           |
| --------- | ----------------- | ------------------------------ |
| 1990–1994 | Dr. Csertán János | független                      |
| 1994–1998 | Marton József     | SZDSZ                          |
| 1998–2002 | Ékes József       | MDF-VP                         |
| 2002–2006 | Schwartz Béla     | MSZP-SZDSZ                     |
| 2006–2010 | Schwartz Béla     | MSZP                           |
| 2010–2014 | Schwartz Béla     | MSZP                           |
| 2014–2019 | Schwartz Béla     | MSZP                           |
| 2019–2024 | Schwartz Béla     | Közösen Ajkáért Egyesület      |
| 2024–     | Schwartz Béla     | Közösen Ajkáért Egyesület-MSZP |

### A 2024-es önkormányzati választás eredménye
- A polgármester-választás eredménye[16]

| Jelölt neve        | Jelölő szervezet(ek) | Jelölő szervezet(ek)             | Szavazatok száma | Szavazatok aránya |
| ------------------ | -------------------- | -------------------------------- | ---------------- | ----------------- |
| Schwartz Béla      |                      | Közösen Ajkáért Egyesület – MSZP | 7537             | 63,15%            |
| Fülöp Zoltán Lajos |                      | Fidesz – KDNP                    | 3498             | 29,31%            |
| Sándor Balázs      |                      | MKKP                             | 901              | 7,55%             |
| Összesen           |                      |                                  | 11 936           | 100%              |

- A 2025-ös időközi önkormányzati választás eredménye[17][18]

| Párt | Párt                             | Mandátumok | Képviselő-testület | Képviselő-testület | Képviselő-testület | Képviselő-testület | Képviselő-testület | Képviselő-testület | Képviselő-testület | Képviselő-testület | Képviselő-testület | Képviselő-testület | Képviselő-testület |
| ---- | -------------------------------- | ---------- | ------------------ | ------------------ | ------------------ | ------------------ | ------------------ | ------------------ | ------------------ | ------------------ | ------------------ | ------------------ | ------------------ |
|      | Közösen Ajkáért Egyesület – MSZP | 10         | P                  |                    |                    |                    |                    |                    |                    |                    |                    |                    |                    |
|      | Fidesz – KDNP                    | 4          |                    |                    |                    |                    |                    |                    |                    |                    |                    |                    |                    |
|      | MKKP                             | 1          |                    |                    |                    |                    |                    |                    |                    |                    |                    |                    |                    |

## Népesség
A település népességének alakulása:
| Lakosok száma | 29 048 | 28 775 | 27 995 | 26 963 | 26 705 | 26 643 | 26 408 |
|               | 2013   | 2014   | 2018   | 2021   | 2022   | 2023   | 2024   |

A 2011-es népszámlálás idején a lakosok 86%-a magyarnak, 0,9% cigánynak, 2,9% németnek, 0,3% románnak mondta magát (13,8% nem nyilatkozott). A vallási megoszlás a következő volt: római katolikus 52,2%, református 4,6%, evangélikus 3,3%, felekezeten kívüli 11,7% (27,2% nem nyilatkozott). A város népessége alapján Veszprém megye harmadik legnagyobb települése.
2022-ben a lakosság 88,7%-a vallotta magát magyarnak, 2% németnek, 0,7% cigánynak, 0,3% ukránnak, 0,2% románnak, 0,2% horvátnak, 0,1-0,1% szerbnek és szlováknak, 1,9% egyéb, nem hazai nemzetiségűnek (10,8% nem nyilatkozott; a kettős identitások miatt a végösszeg nagyobb lehet 100%-nál). Vallásuk szerint 36,9% volt római katolikus, 4,1% református, 2,7% evangélikus, 0,2% görög katolikus, 0,2% ortodox, 1% egyéb keresztény, 0,9% egyéb katolikus, 10,9% felekezeten kívüli (43% nem válaszolt).
| Év   | Népesség (fő) | Év   | Népesség (fő) |
| ---- | ------------- | ---- | ------------- |
| 1900 | 6791          | 1960 | 20628         |
| 1910 | 7285          | 1970 | 26523         |
| 1920 | 7071          | 1980 | 32656         |
| 1930 | 7995          | 1990 | 33832         |
| 1941 | 9065          | 2001 | 31805         |
| 1949 | 11843         | 2011 | 29106         |

## Közlekedés
A várost könnyű megközelíteni, mert északon a 8-as főút határolja, és átszeli a 20-as számú Székesfehérvár–Szombathely-vasútvonal is. Az 1980-ban átadott helyközi autóbusz-állomás a régió autóbusz-közlekedésének fontos csomópontja, közel 200 járatpárral. A helyi és helyközi autóbusz-közlekedést a Volánbusz Zrt. üzemelteti.
A várost és a közigazgatásilag hozzá csatolt településeket több alsóbbrendű útvonal is érinti. Ilyenek:
- a 7306-os út, amely a városközpontot köti össze Ajkarendekkel és azon keresztül a 8-as főúttal,
- a 7308-as út, amely szintén a 8-asból ágazik ki és a városon keresztül a Bakony délebbi települései, Úrkút és Nagyvázsony felé halad (a város tulajdonképpeni főutcája),
- a 7309-es út Öcs és Pula irányába,
- a 7315-ös út a padragi városrészből Halimba, Szőc és Nyirád irányába (majd onnan tovább más számozással Tapolcáig),
- a 7339-es út Kolontár és Devecser felé,
- illetve a 8401-es út, amely északi irányban ágazik ki a 8-asból Bakonygyepesnél, ez Noszlop irányába vezet (majd onnan tovább más számozással Pápáig).

5 számjegyes utak a Csékút irányából Kolontár felé vezető 73 129-es vagy a Bakonygyepest és Ajkarendeket összekötő 73 131-es út. Emellett Bakonygyepesen ágazik ki a 8401-esből észak felé a zsáktelepülés Magyarpolány irányába a 84 101-es út.

## Nevezetességek, látnivalók

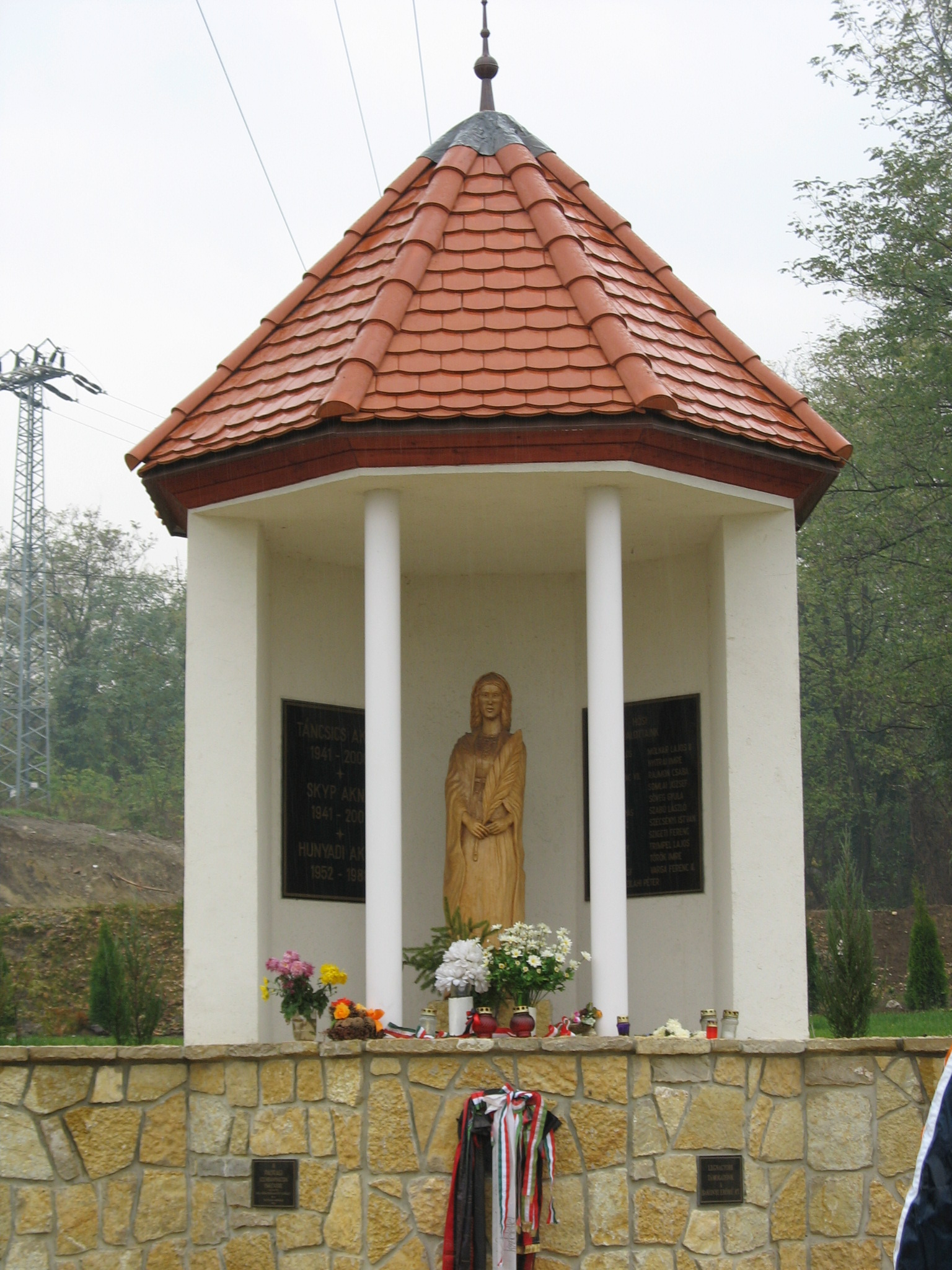
Szent Borbála-emlékmű Padragkúton a volt bányabejáratnál

- Tósokberéndi római katolikus templom, melyben Vinzenz Fischer oltárképe azt ábrázolja, ahogy Szent István Máriának ajánlja a koronát.
- evangélikus templom a Templomdombon, épült 1786-89-ben.
- Városliget; itt található a mesterségesen létrehozott csónakázótó, amelynek központi szigetén Fekete István bronz mellszobra, Borsos Miklós alkotása áll, s mellette helyet kaptak az író állatregényeinek főhősei, Samu Katalin szobrai: Kele, Csí, Hú és Bogáncs, továbbá Bob, az agár, Cini, az egér és Vuk, a róka.
- A Templomdombon található a Városi Múzeum és Fotógaléria, melyben állandó helytörténeti kiállítás, Borsos Miklós-emlékkiállítás, Fekete István-gyűjtemény és Molnár Gábor-emlékszoba kapott helyet. Ez a három gyűjtemény Gáspár János tevékenységének eredménye. A Fekete-gyűjteményt Gergő Zsuzsanna és Giay Frigyes közreműködésével hozta létre. A helytörténeti kiállítás megalkotása Giay Frigyes fáradhatatlan munkásságának eredménye. Itt tevékenykedik az 1987-ben alakult Fekete István Irodalmi Társaság (országos hatókörű), amelynek megalapítója Gáspár János. Továbbá itt működik a 2006-ban alapított Molnár Gábor Társaság, melynek alapítója dr. Tatai Zoltán nyugalmazott egyetemi docens.
- Ajka Kristály (üveggyár)
- Bányászati Múzeum, Őslény- és kőzettár; Parkerdő
- Valaha Ajka nevezetességeihez tartozott a Nirnsee-kastély (vagy Nirnsee-kúria) is, de azt 1981-ben lebontották. Helyén ma egy tízemeletes lakóház és egy postaépület áll.[m 1][22][23][24][25]
- Ajka összes látnivalója

### A városban látható képzőművészeti alkotások
- Bányász emlékmű Szent Borbála-szoborral Padragkúton
- Borsos Miklós: Flóra – a városközpontban
- Borsos Miklós: A világegyetem – a városközpontban
- Borsos Miklós: Fekete István-portré
- Illés Gyula: Az éj királynője
- Konyorcsik János: A villám
- Konyorcsik János: Emlékmű
- Marton László: Bányászok
- Marton László: Üvegfúvók
- Marton László: Vízköpő (Négy évszak)
- Ráthonyi József: A városépítő
- Rieger Tibor: Vízköpő
- Szentirmay Zoltán: A Bakony állatvilága
- Szent Borbála-szobor a városközpontban
- Tóth Júlia: A kígyóölő
- Tóth Vali: Az olvasó nő

A város nevét viseli az 589780 Ajka kisbolygó.

## Sportélete
A városnak két futballcsapata van. Az egyik a nemzeti bajnokság másodosztályban szerepel Fc Ajka néven. A klubnál a 2010-es évekre fontos változások történtek, többek közt műfüves edzőkomplexumot és utánpótlásműhelyt adtak át. A másik csapat, az Ajka Kristály Se „üveggyári csapat”, melynek pályája a város túlvégén, Tósokberénden van. A csapat a megyei első osztályban játszik.
A városban a következő sportegyesületek működnek:
- Futball (FC Ajka, Ajka Kristály SE)
- Kézilabda (Le belier KK Ajka)
- Úszás (Rája '94)
- Vízilabda (Cápa vízilabdaklub Ajka)
- Tekézés (Ajka Kristály SE)
- Jégkorong (Ajkai Óriások)
- Sakk (Bányász Sportkör Ajka)
- Atlétika (Dobó Se, Tova Futók Se, Bakonyi Tájfutó Klub)
- Asztalitenisz (Ajkai Asztalitenisz Se)
- Küzdősportok (Box, AIKIDO, Judo, Karate)
- Floorball (Ajkai Fekete Ló)
- Kosárlabda
- Röplabda (Röpisuli SE)
- Sportlövészet (Ajkai Technikai Tömegsport Egyesület)

## Képek

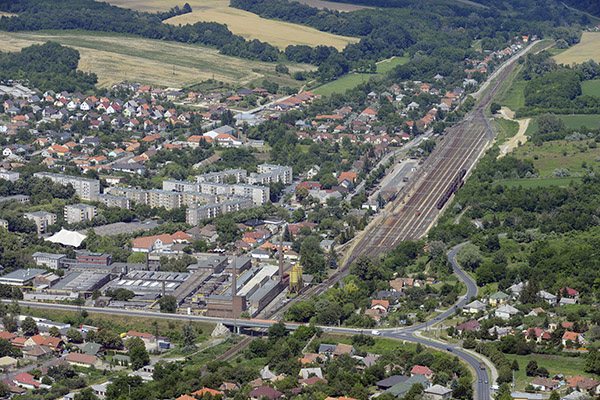
Ajka vasútállomása a levegőből fényképezve
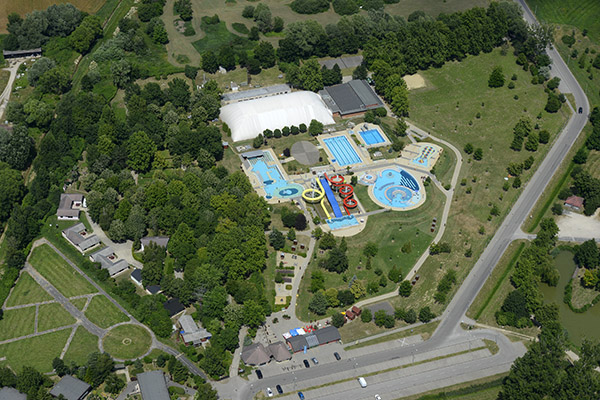
Az ajkai Kristályfürdő (Élményfürdő) légi felvételen
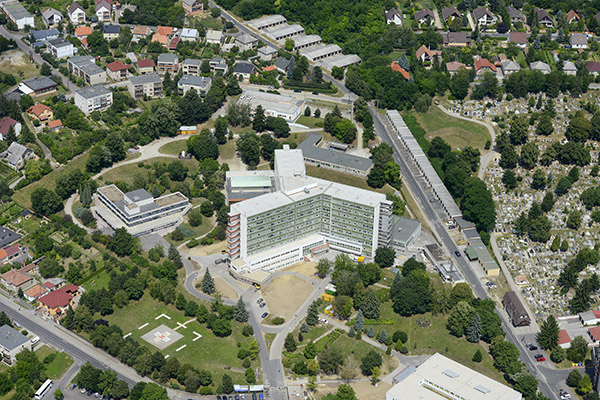
A Magyar Imre Kórház modern épületegyüttese
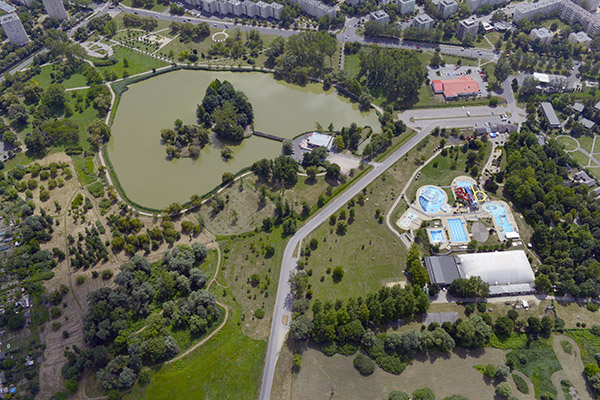
A csónakázótó az ajkai Városligetben
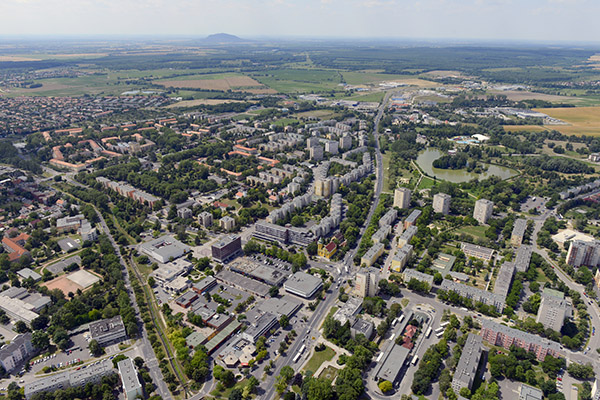
Ajka látképe légi felvételen
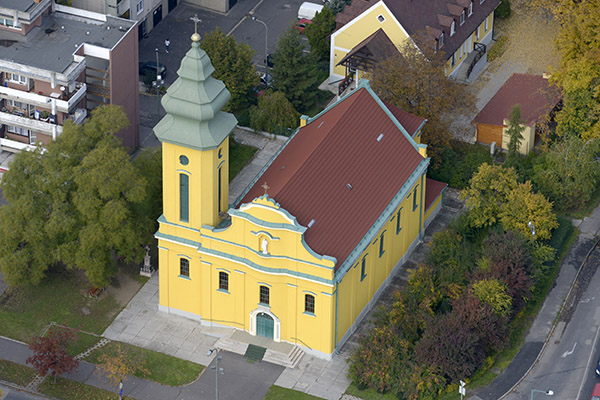
Jézus Szíve-plébániatemplom
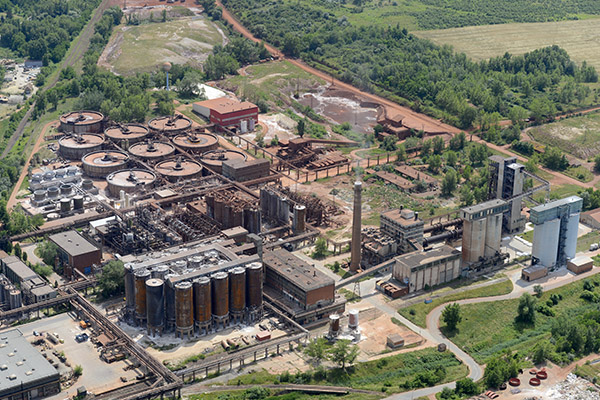
Timföldgyár, légi fotó
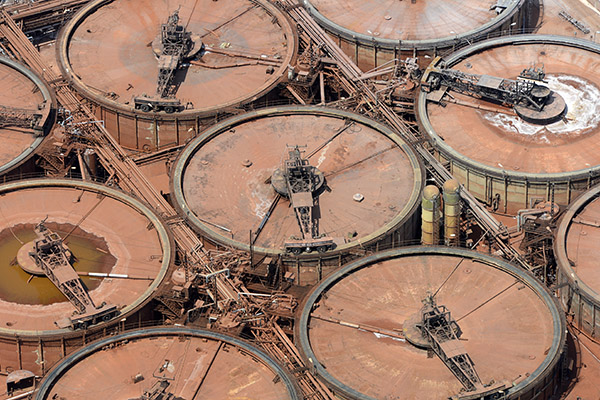
Az Ajkai Timföldgyár

## Testvérvárosok
- Rovaniemi, Finnország
- Székelykeresztúr, Románia (1992)
- Unna, Németország
- Weiz, Ausztria[2]
- Donghai, Kína (2018)

## Híres ajkaiak
- Ács Dominika magyar fuvolista, énekes, zeneszerző
- Bródy Imre magyar feltaláló
- Beck Zoltán a 30Y frontembere, énekes, gitáros
- Cserháti István billentyűs, zeneszerző, a P. Mobil egykori tagja, a P. Box egyik alapítója
- Farkas András operaénekes, énekművész, a Magyar Állami Operaház magánénekese
- Fekete István író, közíró, fizikoterapeuta, Fekete István ifjúsági regény- és állattörténet-író fia
- Gaál Zsóka sakkozó
- Göncz Renáta magyar opera-énekesnő (lírai szoprán), a Moltopera Társulat alapító tagja
- Kis Gergő Európa-bajnok magyar úszó
- Kiss Tamás olimpiai bronzérmes magyar kenus
- Krajcsi Nikolett színésznő
- Kovács Dézi színésznő
- Kurdi Imre magyar költő, műfordító, irodalomkritikus, irodalomtörténész, egyetemi tanár
- Magyar Cecília színésznő
- Molnár Anikó színésznő
- Molnár Gábor író
- Nemes Z. Márió költő, kritikus, esztéta
- Németh Edit festőművész
- Ősi Attila magyar geológus, paleontológus, a bakonyi dinoszaurusz-lelőhely egyik felfedezője, a lelőhely kutatásának vezetője
- Pap Lívia színésznő
- Pap Lujza színésznő, Domján Edit-díjas
- Scherer Péter színész, Jászai Mari-díjas
- Szlotta Judit Kazinczy-díjas rádióbemondó
- Tímár Péter fotóművész
- Vörös Szilvia mezzoszoprán operaénekes, Gundel-díjas, Junior Prima díjas

## Régi mondások, falucsúfolók a településről
- A városhoz tartozó, egykor önálló Csékútról maradt fent az alábbi mondás: „Csékkúton kivallatták a bikát, mer’ agyonszúrt egy embert.”[27]